# Anna Salunke
Vishnu Salunke, beter bekend als Anna Salunke, was een Indiaas acteur die vrouwelijke rollen speelde in de eerste Indiase films en cameraman.

## Biografie
Salunke speelde de rol van koningin Taramati in Raja Harishchandra (1913), de eerste Indiase langspeelfilm. Salunke werkte als kok in een restaurant aan Grant Road, Bombay, dat werd bezocht door Dadasaheb Phalke, de regisseur en producent van de film. Phalke kon geen vrouw vinden die ermee instemde om in de film te spelen. Phalke zag Salunke, die een vrouwelijk figuur en slanke handen had, en overtuigde hem om een vrouwelijke rol te spelen. Terwijl Salunke werkte voor een maandsalaris van 10 Indiase roepies, bood Phalke hem 15 Indiase roepies aan en Salunke stemde toe.
Salunke speelde ook in Phalke's Lanka Dahan (1917), gebaseerd op de Ramayana. Hij speelde de eerste dubbele rol in de Indiase filmgeschiedenis, door zowel de mannelijke rol van Rama als de vrouwelijke rol van zijn vrouw Sita te spelen. Hij had tegen die tijd echter een meer gespierde lichaamsbouw ontwikkeld en het publiek kon zijn biceps zien terwijl hij de godin Sita speelde. Hij speelde ook in Satyanarayan (1922) en Buddha Dev (1923). Hij was ook de cameraman van beide films en enkele andere die daarna volgden.
Salunke speelde tijdens zijn filmcarrière van 18 jaar van 1913 tot 1931 in verschillende stomme films, waaronder vijf in de vrouwelijke rol, de meeste waren gebaseerd op het hindoeïstische mythologie. In 1931, toen de geluidsfilm in opkomst kwam, onderging de Indiase filmindustrie een drastische verandering en gingen mensen als Salunke verloren in het snel veranderende scenario. Niemand weet wat er na 1931 met Salunke is gebeurd.

## Filmografie

### als acteur
| Jaar | Film                         | Rol             |
| ---- | ---------------------------- | --------------- |
| 1913 | Raja Harishchandra           | Taramati        |
| 1917 | Satyavadi Raja Harishchandra | Taramati        |
| 1917 | Lanka Dahan                  | Rama/ Sita      |
| 1922 | Satyanarayan                 | vrouwelijke rol |
| 1923 | Buddha Dev                   | vrouwelijke rol |

### als cameraman
| Jaar | Film                                   |
| ---- | -------------------------------------- |
| 1922 | Shishupala Vadh                        |
| 1922 | Satyanarayan                           |
| 1922 | Pandav Vanavas                         |
| 1922 | Haritalika                             |
| 1922 | Ganesh Avatar                          |
| 1922 | Ahiravan Mahiravan Vadh                |
| 1923 | Kanya Vikraya                          |
| 1923 | Jarasandha Vadha                       |
| 1923 | Guru Dronacharya                       |
| 1923 | Gora Kumbhar                           |
| 1923 | Buddha Dev                             |
| 1923 | Ashwathama                             |
| 1924 | Sundopasund                            |
| 1924 | Shivajichi Agryahun Sutaka             |
| 1924 | Ram Ravan Yuddha                       |
| 1924 | Jayadratha Vadh                        |
| 1924 | Datta Janma                            |
| 1925 | Simantak Mani                          |
| 1925 | Satyabhama                             |
| 1925 | Kakashebanchya Dolyat Jhanjhanit Anjan |
| 1925 | Anant Vrat                             |
| 1926 | Sant Eknath                            |
| 1926 | Keechaka Vadh                          |
| 1926 | Bhim Sanjeevan                         |
| 1926 | Bhakta Pralhad                         |
| 1927 | Madalasa                               |
| 1927 | Hanuman Janma                          |
| 1927 | Draupadi Vastraharan                   |
| 1927 | Bhakta Sudama                          |
| 1929 | Vasantsena                             |
| 1930 | Khuda Parasta                          |
| 1931 | Amir Khan                              |